# نصف‌النهار ۱۴۶ درجه شرقی
نصف‌النهار ۱۴۶ درجه شرقی ۱۴۶مین نصف‌النهار شرقی از گرینویچ است که از لحاظ زمانی ۹ساعت و ۴۴دقیقه با گرینویچ اختلاف زمانی دارد.
این نصف‌النهار از قطب شمال شروع و از مناطق زیر گذشته و به قطب جنوب ختم می‌شود.
- روسیه
- استرالیا*اقیانوس آرام